# Arndt Brendecke
Arndt Brendecke (* 4. Januar 1970 in Traunstein) ist ein deutscher Historiker.

## Leben
Brendecke, aufgewachsen in Übersee am Chiemsee, studierte Neuere und Mittelalterliche Geschichte sowie Politische Wissenschaften an der Universität München, anschließend war er bis 2006 als wissenschaftlicher Mitarbeiter und wissenschaftlicher Assistent am Lehrstuhl für Geschichte der Frühen Neuzeit dieser Universität bei Winfried Schulze tätig. In dieser Zeit promovierte er 1999 in Neuerer Geschichte. 2000 gehörte er zu den Gründungsmitgliedern des Sonderforschungsbereichs 573 'Pluralisierung und Autorität in der Frühen Neuzeit', dessen Stellvertretender Sprecher er von 2007 bis 2009 war. 2006 erhielt er eine Dilthey Fellowship der Förderinitiative 'Pro Geisteswissenschaften'. 2008 folgte die Habilitation.
Nach dem Ruf (2009) auf das Extraordinariat für Geschichte und Kulturen Lateinamerikas der Universität Bern lehrte er dort bis Sommer 2011 und fungierte als Direktor des Centers for Global Studies am Berner Institute of Advanced Study der Universität Bern. 2010 wurde seine Habilitationsschrift mit dem Habilitationspreis/Carl-Erdmann-Preis des Verbandes der Historiker und Historikerinnen Deutschlands ausgezeichnet.
2011 folgte Brendecke einem Ruf an die Universität München, wo er in der Nachfolge von Winfried Schulze den Lehrstuhl für Geschichte der Frühen Neuzeit innehat.

## Auszeichnungen
- 2010: Habilitationspreis des Verbandes der Historiker und Historikerinnen Deutschlands[2]
- 2016: Mitglied der Academia Europaea
- 2024: Mitglied der Bayerischen Akademie der Wissenschaften

## Schriften (Auswahl)
- Die Jahrhundertwenden. Eine Geschichte ihrer Wahrnehmung und Wirkung. Studienausgabe. Frankfurt am Main 2000. ISBN 978-3-593-36610-4.
- Hrsg. zusammen mit Ralf-Peter Fuchs und Edith Koller: Die Autorität der Zeit in der Frühen Neuzeit. Münster 2007. ISBN 978-3-8258-0804-4.
- Hrsg. zusammen mit Susanne Friedrich und Markus Friedrich: Information in der Frühen Neuzeit. Status, Bestände, Strategien. Münster 2008. ISBN 978-3-8258-1671-1.
- Imperium und Empirie. Funktionen des Wissens in der spanischen Kolonialherrschaft. Köln 2009. ISBN 978-3-412-20399-3.
- Hrsg. Praktiken der Frühen Neuzeit. Akteure – Verfahren – Artefakte (= Frühneuzeit-Impulse. 3). Köln u. a. 2015. ISBN 978-3-412-50135-8.
- The Empirical Empire. Spanish Colonial Rule and the Politics of Knowledge. Berlin, Boston 2016. ISBN 978-3-11-037504-6.
- Hrsg. zusammen mit Peter Vogt: The End of Fortuna and the Rise of Modernity. Berlin, Boston 2017. ISBN 978-3-11-045042-2.